# Stylops orientis
Stylops orientis (лат.) — вид веерокрылых насекомых рода Stylops из семейства Stylopidae. Япония (Хонсю, Хоккайдо).
Длина цефалоторакса 1,40 мм, максимальная ширина 1,50 мм; интермандибулярное расстояние 0,21 мм. Характеризуется субтреугольной формой цефалоторакса и резким поперечно прямым передним преоральным краем. 
Паразиты пчёл вида Andrena (Gymnandrena) watasei (Andrena, Andrenidae).
Вид был впервые описан в 1990 году японскими энтомологами Тэйдзи Кифунэ (Kifune Teiji; Department of Parasitology, School of Medicine, Университет Фукуоки, Фукуока) и Ясуо Маэтой (Maeta Yasuo; Division of Environmental Biology, Faculty of Agriculture, Университет Симанэ, Япония).
В одной из новых работ по роду Stylops  в ходе анализа ДНК авторами (Straka et al., 2015) рассматривается в качестве предположительного синонима вида ?=Stylops circularis Kifune & Hirashima, 1985 (в статусе «Supposed new junior subjective synonym», что на 2018 год не подтверждено соответствующими профильными базами данных, например, Eol.org и Strepsiptera database).